# Indicator conirostris
El indicador picogrueso (Indicator conirostris) es una especie de ave en la familia Indicatoridae. Existen registros que indican se cruza con su pariente I. minor, y a veces se los considera una única especie.

## Descripción
Mide de 14 a 15 cm de largo y posee un gran pico negro. Sus partes inferiores son de un tono amarillo-verdoso con rayitas oscuras mientras que su cabeza y pecho son gris oscuro, a veces con alguna rayas claras. Las plumas exteriores de su cola son en gran medida blanca y a veces hay una mancha blanca en el lorum. Los ejemplares juveniles son similares a los adultos aunque algo más oscuros y más verdes. El indicator minor es más pequeño y su pico es menos prominente. Su cabeza y partes inferiores son más claras, con menos marcas en las zonas inferiores y una mancha más conspicua en el lorum.
Su llamado incluye un "frip" que repite de forma continua.

## Distribución y hábitat
Habita en África Occidental, Central y Oriental. La subespecie nominada habita desde el sur de Nigeria hasta el noroeste de Angola y hacia el este hasta Uganda y el oeste de Kenia. La variedad cassini habita en el este de Sierra Leona, Liberia y zonas del sur de Guinea, Costa de Marfil y Ghana. La especie habita en el interior de bosques densos. En aquellas zonas donde su hábitat se ha visto fragmentado puede ser reemplazado por el indicator minor que prefiere hábitats más abiertos.
Al igual que otros miembros del género es un parásito de puesta colocando su huevos en los nidos de otras aves. El barbudo de garganta gris (Gymnobucco bonapartei) es una de las especies que parásita y es probable que otros Gymnobucco barbudos también sean parasitados.